# Алзас (приток Тайдона)
Алзас (в верховье — Прямой Алзас) — река в России, протекает по Крапивинскому району Кемеровской области. Устье реки находится в 71 км по левому берегу реки Тайдон. Длина реки составляет 24 км. Приток — Полуденный Алзас.

## Данные водного реестра
По данным государственного водного реестра России относится к Верхнеобскому бассейновому округу, водохозяйственный участок реки — Томь от города Новокузнецк до города Кемерово, речной подбассейн реки — Томь. Речной бассейн реки — (Верхняя) Обь до впадения Иртыша.